# Missbrauchsgebühr
Eine Missbrauchsgebühr ist eine Gebühr, die von verschiedenen deutschen Gerichten für Verfahren erhoben wird, die offensichtlich unzulässig bzw. unbegründet sind. Sie gehört zu den Gerichtskosten im Sinne des § 1 Abs. 1 Nr. 4 des Justizbeitreibungsgesetzes und wird unter anderem vom Bundesverfassungsgericht und deutschen Sozialgerichten erhoben. 
Sie sanktioniert mutwilliges Prozessieren und dient dazu, Gerichte zu entlasten, deren Verfahren grundsätzlich kostenfrei sind. Aus diesem Grund existieren beispielsweise in der deutschen Zivilgerichtsbarkeit keine vergleichbaren Regelungen. Hier werden die entstandenen Kosten grundsätzlich von der unterliegenden Partei erhoben.

## Bundesverfassungsgericht
Die Missbrauchsgebühr ist in § 34 BVerfGG geregelt:
(2) Das Bundesverfassungsgericht kann eine Gebühr bis zu 2.600 Euro auferlegen, wenn die Einlegung der Verfassungsbeschwerde oder der Beschwerde nach Artikel 41 Abs. 2 des Grundgesetzes einen Mißbrauch darstellt oder wenn ein Antrag auf Erlaß einer einstweiligen Anordnung (§ 32) mißbräuchlich gestellt ist.
Sie kann somit bei missbräuchlichen (querulatorischen) Verfassungsbeschwerden und Wahlprüfungsbeschwerden erhoben werden. 
Die Gebühr dient nach Auffassung des Bundesverfassungsgerichts dem Grundrechtsschutz anderer Bürger:
„Das Bundesverfassungsgericht muss es nicht hinnehmen, durch erkennbar substanzlose Verfassungsbeschwerden an der Erfüllung seiner Aufgaben gehindert zu werden, mit der Folge, dass anderen Bürgern der ihnen zukommende Grundrechtsschutz nur verzögert gewährt werden kann.“ (Bundesverfassungsgericht,  1. Kammer des Zweiten Senats, Beschluss vom 2023-06-13 – 2 BvQ 64/23)
Die Entscheidung über die Auferlegung einer Missbrauchsgebühr ist eine unanfechtbare Nebenentscheidung zur Entscheidung in der Hauptsache. Die Hauptsacheentscheidung kann entweder ein Nichtannahmebeschluss nach § 93b BVerfGG, ein Beschluss über die Unzulässigkeit oder offensichtliche Unbegründetheit eines Antrags nach § 24 BVerfGG oder eine zurückweisende Entscheidung sein.
Die Zahl der Fälle, in denen eine Missbrauchsgebühr auferlegt wurde, ist rückläufig und hatte 2018 den Stand von 9 Fällen erreicht.
Den Rahmen von bis zu 2.600 Euro pro Missbrauchsfall schöpften die Verfassungsrichter nur selten aus. Im Jahr 2016 verhängte der Zweite Senat einmal eine Gebühr von 2.500 Euro, im Jahr 2015 wurden drei Mal 2.000 Euro auferlegt. Meist liegt die verhängte Missbrauchsgebühr bei unter 1.000 Euro. Eine von den damaligen Präsidenten des Bundesverfassungsgerichts Andreas Voßkuhle geforderte Erhöhung auf bis zu 5.000 Euro setzte sich nicht durch.

### Bekannte Fälle
2014 wurde Horst-Werner Nilges eine Missbrauchsgebühr in Höhe von 1.000 Euro auferlegt, die er für eine missbräuchliche Verfassungsbeschwerde zahlen musste, mit der er die Prozessleitung eines Richters am Amtsgericht Osterode rügen wollte.

## Sozialgerichte
In § 192 SGG gibt es vergleichbare Regelungen:
1.
durch Verschulden des Beteiligten die Vertagung einer mündlichen Verhandlung oder die Anberaumung eines neuen Termins zur mündlichen Verhandlung nötig geworden ist oder
2.
der Beteiligte den Rechtsstreit fortführt, obwohl ihm vom Vorsitzenden die Missbräuchlichkeit der Rechtsverfolgung oder -verteidigung dargelegt worden und er auf die Möglichkeit der Kostenauferlegung bei Fortführung des Rechtsstreites hingewiesen worden ist.
Dem Beteiligten steht gleich sein Vertreter oder Bevollmächtigter. Als verursachter Kostenbetrag gilt dabei mindestens der Betrag nach § 184 Abs. 2 für die jeweilige Instanz.
(2) (weggefallen)
(3) Die Entscheidung nach Absatz 1 wird in ihrem Bestand nicht durch die Rücknahme der Klage berührt. Sie kann nur durch eine zu begründende Kostenentscheidung im Rechtsmittelverfahren aufgehoben werden.
Ausgehend von § 34 BVerfGG, dessen Konzeption der Gesetzgeber auf die Neufassung des § 192 übertragen hat, ist unter einem Missbrauch des Verfahrens der objektive Missbrauch zu verstehen. Ein Verschulden des Beteiligten oder ein Handeln wider besseres Wissen sind nicht erforderlich. Es genügt, dass die Erhebung oder Fortführung einer Klage von jedem Einsichtigen als völlig aussichtslos angesehen werden müsste. Eine offensichtliche Aussichtslosigkeit wird von der obergerichtlichen Rechtsprechung unter anderem angenommen, wenn „der Sachverhalt eindeutig, die Gesetzeslage eindeutig und einfach und die streitgegenständliche Rechtsfrage durch höchstrichterliche Rechtsprechung geklärt ist und der Beteiligte keine neuen Sachargumente im Verfahren vorträgt bzw. sein Begehren inhaltlich nicht begründet.“

## Kritik
Kritiker mahnen eine Konkretisierung der Missbrauchsdefinition durch Benennung prozessualer Plichtverstöße an.